# Regierung Van Acker III

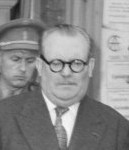
Premierminister Achille Van Acker

Die Regierung Van Acker III wurde als 52. Regierung am 31. März 1946 in Belgien durch Premierminister Achille Van Acker von der Sozialistischen Partei (PSB-BSP) gebildet und löste die Regierung Spaak II ab. Sie befand sich bis zum 9. Juli 1946 im Amt und wurde dann durch die Regierung Huysmans abgelöst. Dem Kabinett gehörten sechs Minister der Sozialistischen Partei, sechs der Liberalen Partei (PL-LP), vier der Kommunistischen Partei (PCB-KPB) sowie drei Parteilose an.

## Minister
Dem Kabinett gehörten folgende Minister an:
| Amt                                       | Name                 | Partei      | Beginn der Amtszeit | Ende der Amtszeit |
| ----------------------------------------- | -------------------- | ----------- | ------------------- | ----------------- |
| Premierminister                           | Achille Van Acker    | PSB-BSP     | 31. März 1946       | 3. August 1946    |
| Minister für Steinkohle                   | Achille Van Acker    | PSB-BSP     | 31. März 1946       | 3. August 1946    |
| Wirtschaftsminister                       | Albert Devèze        | PL-LP       | 31. März 1946       | 3. August 1946    |
| Außenminister                             | Paul-Henri Spaak     | PSB-BSP     | 31. März 1946       | 3. August 1946    |
| Außenhandelsminister                      | Paul-Henri Spaak     | PSB-BSP     | 31. März 1946       | 3. August 1946    |
| Justizminister                            | Adolphe Van Glabbeke | PL-LP       | 31. März 1946       | 3. August 1946    |
| Innenminister                             | Auguste Buisseret    | PL-LP       | 31. März 1946       | 3. August 1946    |
| Minister für Volksgesundheit und Familien | Albert Marteaux      | PCB-KPB     | 31. März 1946       | 3. August 1946    |
| Minister für öffentlichen Unterricht      | Herman Vos           | PSB-BSP     | 31. März 1946       | 3. August 1946    |
| Finanzminister                            | Franz De Voghel      | Parteiloser | 31. März 1946       | 3. August 1946    |
| Landwirtschaftsminister                   | René Lefebvre        | PL-LP       | 31. März 1946       | 3. August 1946    |
| Minister für öffentliche Arbeiten         | Jean Borremans       | PCB-KPB     | 31. März 1946       | 3. August 1946    |
| Minister für Arbeit und soziale Vorsorge  | Léon-Éli Troclet     | PSB-BSP     | 31. März 1946       | 3. August 1946    |
| Minister für Verkehr und Kommunikation    | Ernest Rongvaux      | PSB-BSP     | 31. März 1946       | 3. August 1946    |
| Verteidigungsminister                     | Raoul de Fraiteur    | Parteiloser | 31. März 1946       | 3. August 1946    |
| Kolonialminister                          | Robert Godding       | PL-LP       | 31. März 1946       | 3. August 1946    |
| Minister für Versorgung                   | Edgard Lalmand       | PCB-KPB     | 31. März 1946       | 3. August 1946    |
| Minister für Importe                      | Paul Kronacker       | PL-LP       | 31. März 1946       | 3. August 1946    |
| Haushaltsminister                         | Joseph Merlot        | PSB-BSP     | 31. März 1946       | 3. August 1946    |
| Minister für nationale Wiederausrüstung   | Albert De Smaele     | Parteiloser | 31. März 1946       | 3. August 1946    |
| Minister für Wiederaufbau                 | Jean Terfve          | PCB-KPB     | 31. März 1946       | 3. August 1946    |